# Enuma Anu Enlil

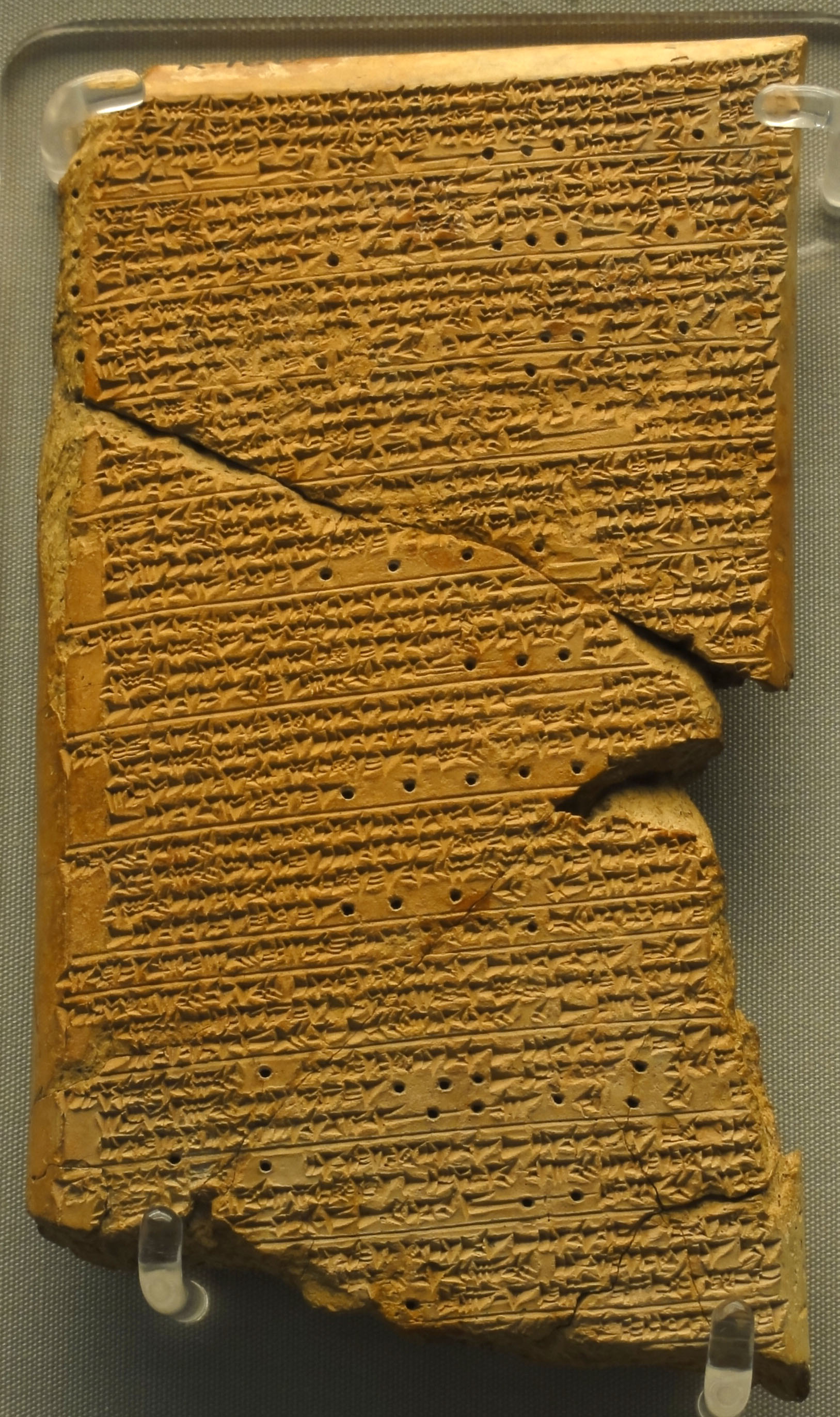
Tablette du traité d'astrologie Enūma Anu Enlil,, Tablette d'Ammisaduqa sur Vénus. Ninive, British Museum.

Enuma Anu Enlil (U4 AN.na dEN.LÍL.lá U4 AN.na dEN.LÍL.lá ; litt. Quand/Aux jours [les/des dieux] Anu et Enlil [...], aussi Enūma Anu Enlil), en abrégé EAE, est une importante série de 68 ou 70 tablettes (selon la recension) traitant de l'astrologie et astronomie babylonienne. La majeure partie de l'ouvrage est une collection substantielle de présages, dont le nombre est estimé entre 6500 et 7000, qui interprètent une grande variété de phénomènes célestes et atmosphériques en termes pertinents pour le roi et l'État.

## Aperçu
Enuma Anu Enlil est la principale source de présages utilisés dans les rapports astrologiques réguliers qui étaient envoyés au roi néo-assyrien par son entourage d'érudits. Il y a plus de 500 rapports de ce genre publiés dans le volume 8 des State Archives of Assyria. La majorité de ces rapports énumèrent simplement les présages pertinents qui décrivent le mieux les événements célestes récents et beaucoup ajoutent de brefs commentaires explicatifs concernant l'interprétation des présages au profit du roi.
Un rapport typique traitant de la première apparition de la lune le premier jour du mois est illustré par le rapport suivant :

« Si la lune devient visible le premier jour : discours fiable ; le pays sera heureux. 
Si le jour atteint sa longueur normale : un règne de longs jours.
Si la lune à son apparition porte une couronne : le roi atteindra le plus haut rang. 

De Issar-šumu-ereš. »

La série a probablement été compilée sous sa forme canonique pendant la période kassite (1595-1157 avant JC) mais il y avait certainement une forme de prototype de courant Enuma Anu Enlil dans la période paléo-babylonienne (1950-1595 avant JC). Il a continué à être utilisé jusqu'à la fin du 1er millénaire av. J.-C., la dernière copie datable étant écrite en 194 avant notre ère. Il est pensé que les 49 premières tablettes ont été transmises en Inde au 4e ou 3e siècles av. J.-C. et que les dernières tablettes traitant des étoiles étaient également arrivées en Inde juste avant le début de l'ère commune.

## Contenu
L'ensemble de la série n'a pas encore été entièrement reconstitué et de nombreuses lacunes sont encore évidentes. La question est compliquée par le fait que les copies de la même tablette diffèrent souvent dans leur contenu ou sont organisées différemment - un fait qui a conduit certains chercheurs à croire qu'il y avait jusqu'à cinq recensions différentes du texte courant dans différentes parties du Proche Orient antique.
Le sujet des tablettes Enuma Anu Enlil se déroule selon un schéma qui révèle d'abord le comportement de la lune dans le ciel, puis les phénomènes solaires, suivis d'autres activités météorologiques, et enfin le comportement de diverses étoiles et planètes.

Les 13 premières tablettes traitent des premières apparitions de la lune à différents jours du mois, de sa relation avec les planètes et les étoiles, et de phénomènes tels que les halos de 22°. Les présages de cette section, comme ceux cités ci-dessus, sont les plus fréquemment utilisés dans l'ensemble du corpus. Cette section est encadrée par la tablette 14, qui détaille un schéma mathématique pour prédire la visibilité de la lune.

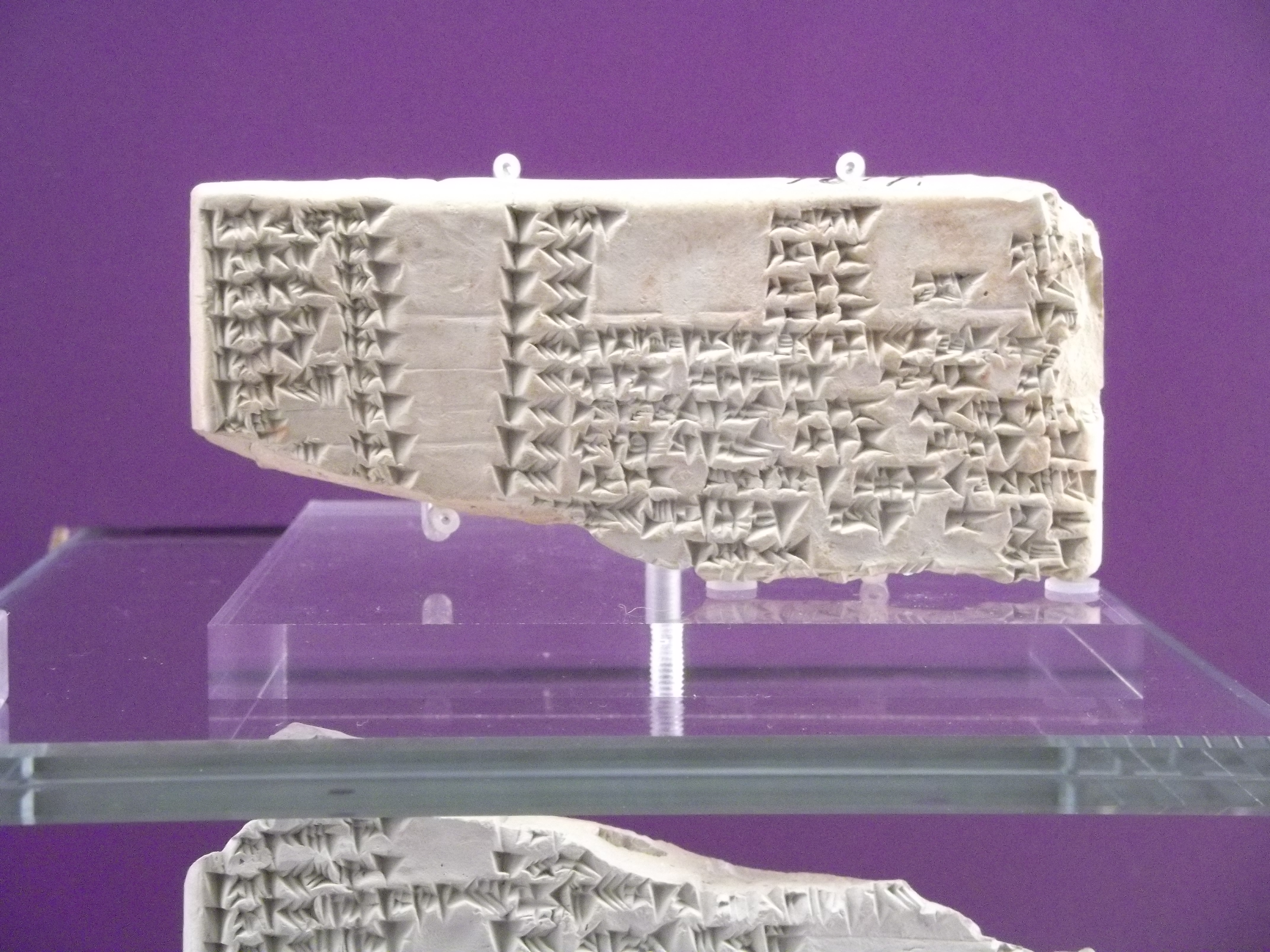
Tablette d'argile en cunéiforme décrivant une éclipse lunaire de 194 av. J.-C., trouvée à Uruk.

Les tablettes 15 à 22 sont consacrées aux éclipses lunaires. Elles utilisent de nombreuses formes d'encodage, telles que la date, les veilles de la nuit et les quadrants de la Lune, pour prédire les régions et les villes que l'éclipse était censée affecter.
Les tablettes 23 à 29 traitent des apparitions du soleil, de sa couleur, de ses marques et de sa relation avec les bancs de nuages et les nuages d'orage lorsqu'il se lève. Les éclipses solaires sont explorées dans les tablettes 30 à 39.
Les tablettes 40 à 49 concernent les phénomènes météorologiques et les séismes, une attention particulière étant consacrée à la survenue du tonnerre.
Les 20 dernières tablettes sont dédiées aux étoiles et aux planètes. Ces tablettes utilisent notamment une forme d'encodage dans laquelle les noms des planètes sont remplacés par les noms des étoiles fixes et des constellations.

## Parution de la série
Moins de la moitié de la série a été publiée dans des éditions anglaises modernes. Les tablettes des éclipses lunaires (tablettes 15 à 22) ont été translittérées et traduites dans Aspects of Babylonian Celestial Divination, par F. Rochberg-Halton, 1989. Les présages solaires (tablettes 23 à 29) ont été publiés sous le titre The Solar Omens of Enuma Anu Enlil édité par W. Van Soldt, 1995. Plusieurs tablettes concernant les présages planétaires ont été publiées par E. Reiner et H. Hunger sous le titre Babylonian Planetary Omens volumes 1–4. La première partie des présages lunaires (tablettes 1 à 6) a été publiée en italien par L. Verderame, Le tavole I–VI della serie astrologica Enuma Anu Enlil, 2002. Les tablettes 44 à 49 ont été publiées par E. Gehlken dans Weather Omens of Enūma Anu Enlil : Thunderstorms, Wind, and Rain (Tablettes 44 à 49) (Leiden: Brill, 2012).